# Lijst van vorsten genaamd Albrecht
Albrecht was de naam van de volgende heersers:

## Albrecht
- Albrecht van Brandenburg-Ansbach, markgraaf (1634–1667)
- Albrecht van Brandenburg-Pruisen, (1490-1568), hertog van Pruisen (1525-1568)
- Albrecht van de Elzas, hertog van Lotharingen (1047-1048)
- Albrecht van Holstein, graaf van Holstein (1203-1227?)
- Albrecht van Holstein-Segeberg, graaf van Holstein-Segeberg (1381-1403)
- Albrecht van Mecklenburg, koning van Zweden (1363-1389, †1412)
- Albrecht van Nassau-Weilburg, graaf van Nassau-Weilburg (1559-1593)
- Albrecht van Saksen, hertog van Saksen (1485-1500)
- Albrecht van Saksen-Coburg, hertog (1680-1699)
- Albrecht van Saksen-Eisenach, hertog (1621-1644)
- Albrecht von Wallenstein, hertog van Mecklenburg-Schwerin (1628-1631)

## Albrecht I
- Albrecht I (Rooms-koning), (1298-1308)
- Albrecht I van Saksen, hertog (1212-1260)
- Albrecht I van Saksen-Lauenburg, hertog (1286-1308)
- Albrecht I van Beieren, hertog (1347-1404), ook graaf van Holland, Henegouwen en Zeeland
- Albrecht I van Mecklenburg-Schwerin, hertog (1352-1379)
- Albrecht I van Brandenburg, markgraaf (1134-1170)
- Albrecht I van Meissen, markgraaf (1190-1195)
- Albrecht I van Brunswijk, graaf (1236-1279)

## Albrecht II
- Albrecht II (Rooms-koning), (1438-1439)
- Albrecht II van Saksen-Wittenberg, hertog (1260-1298)
- Albrecht II van Saksen-Lauenburg, hertog (1322-1344)
- Albrecht II van Oostenrijk, hertog (1330-1358)
- Albrecht II van Brandenburg, markgraaf (1205-1220)
- Albrecht II van Weimar-Orlamünde, graaf (1206-1245)
- Albrecht II van Meissen, markgraaf (1288-1292, †1314)

- Albrecht II van Mecklenburg-Schwerin is Albrecht van Mecklenburg

## Albrecht III
- Albrecht III van Oostenrijk, hertog (1365-1395)
- Albrecht III van Mecklenburg-Schwerin, hertog (1383-1388)
- Albrecht III van Beieren, hertog (1438-1460)
- Albrecht III van Saksen-Wittenberg, hertog en keurvorst (1419-1423)
- Albrecht III van Brandenburg, markgraaf van Brandenburg (1268-1300)

## Albrecht IV/...
- Albrecht IV van Oostenrijk, hertog (1395-1404)
- Albrecht IV van Mecklenburg-Schwerin, hertog (1417-1423)
- Albrecht IV van Beieren, de Wijze, hertog (1465-1508)
- Albrecht IV van Habsburg, graaf (1232-1239)
- Albrecht IV van Saksen-Wittenberg, hertog (1419-1423)
- Albrecht V van Mecklenburg-Schwerin, hertog (1464-1483)
- Albrecht V van Beieren, hertog (1550-1579)
- Albrecht V van Oostenrijk is Albrecht II (Rooms-koning)

- Albrecht VI van Oostenrijk, hertog (1457-1463)
- Albrecht VI van Mecklenburg-Schwerin, hertog (1503-1547)
- Albrecht VI van Beieren, hertog van Beieren-Leuchtenberg (1646-1650, †1666)

- Albrecht VII van Oostenrijk, hertog van Bourgondië en de Zuidelijke Nederlanden (1598-1621)

## Albrecht ...
- Albrecht Achilles van Brandenburg, keurvorst van Brandenburg (1470-1486)
- Albrecht Alcibiades van Brandenburg-Kulmbach, markgraaf (1541-1554)
- Albrecht Anton II van Schwarzburg-Rudolstadt, graaf (1646-1697) en vorst (1697-1710)
- Albrecht Frederik van Pruisen, hertog (1553-1618)
- Albrecht Wolfgang van Schaumburg-Lippe, (1728-1748)

## Kerkelijke heersers
- Albrecht I van Käfernburg, aartsbisschop en regent van Maagdenburg (1205-1232)
- Albrecht II van Sternberg, aartsbisschop en regent van Maagdenburg (1367-1372)
- Albrecht III van Querfurt, aartsbisschop en regent van Maagdenburg (1382-1403)
- Albrecht IV van Brandenburg, aartsbisschop en regent van Maagdenburg (1513-1545)
- Albrecht van Buxthoeven, aartsbisschop en regent van Riga (1199-1229)
- Albrecht van Brandenburg, (1490-1545), markgraaf van Brandenburg, keurvorst en aartsbisschop van Mainz (1514-1545)